# Herbert Klemm

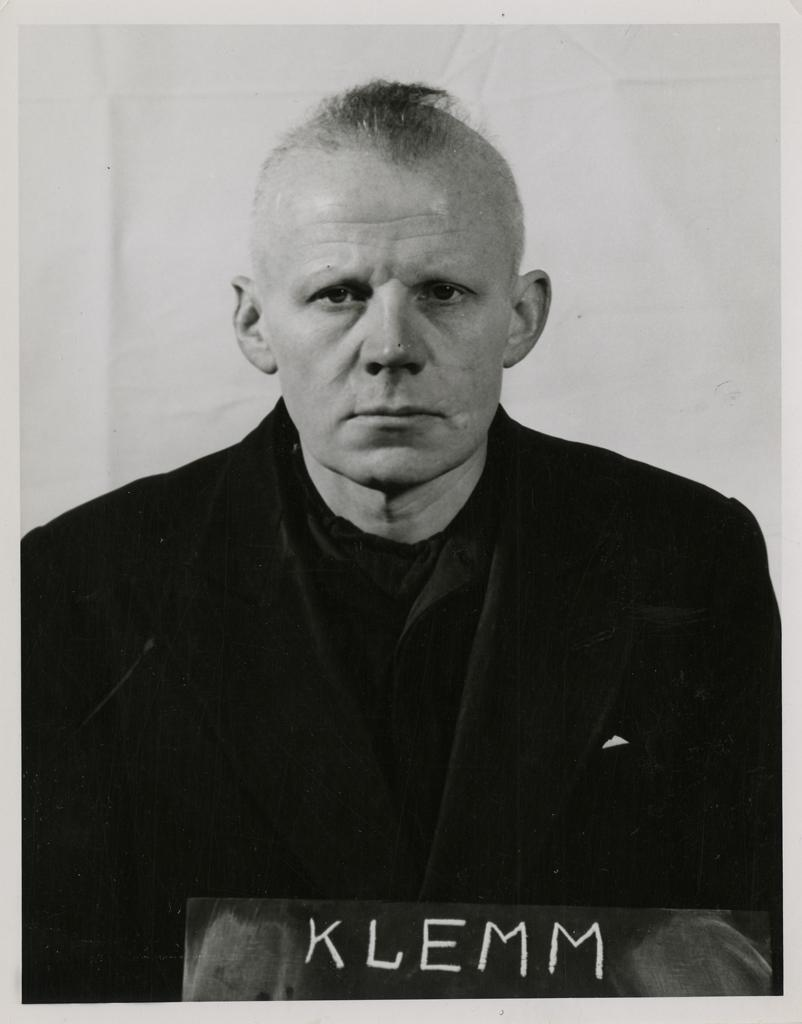
Herbert Klemm während der Nürnberger Prozesse

Herbert Klemm (* 15. Mai 1903 in Leipzig; † 4. Juli 1963 in Starnberg) war ein deutscher Jurist und Staatssekretär im Reichsjustizministerium (RJM) zur Zeit des Nationalsozialismus.

## Biografie
Klemm legte nach dem Studium der Rechtswissenschaften und nach dem Referendariat 1929 das zweite Staatsexamen ab und war anschließend bei der Staatsanwaltschaft in Dresden bis 1933 tätig. Zum 1. November 1930 trat er der NSDAP (Mitgliedsnummer 405.576) und im Juni 1933 der SA bei. In der SA erreichte er den Rang eines Oberführers. Zunächst war er Verbindungsoffizier zwischen SA und sächsischem Justizminister und ab 1935 Verbindungsoffizier zwischen SA-Stabschef und Reichsjustizminister.
Von März 1933 bis März 1935 war er persönlicher Referent und Adjutant des sächsischen Justizministers Otto Thierack. Danach war er im RJM beschäftigt und erreichte dort im April 1939 die Position eines Ministerialrates. Klemm wurde vom Generalkommissar für die Verwaltung und die Justiz Friedrich Wimmer ab Juli 1940 als Leiter der Gruppe Justiz in den besetzten Niederlanden eingesetzt. Klemm, der mit Martin Bormann befreundet war, wurde im März 1941 zum Stab „Stellvertreter des Führers“ versetzt, der späteren Partei-Kanzlei und unterstand dort Gerhard Klopfer. Von Januar 1944 bis 5. Mai 1945 war er Staatssekretär im RJM unter Thierack, als Nachfolger von Curt Rothenberger, und zudem noch ab September 1944 stellvertretender Leiter des Nationalsozialistischen Rechtswahrerbundes, dem er seit 1933 angehörte.
Vom 5. Mai 1945 an war er Reichsjustizminister im Kabinett Schwerin von Krosigk, welches bis teilweise über die Kapitulation der Wehrmacht hinaus die geschäftsführende Reichsregierung bildete und am 23. Mai 1945 verhaftet wurde.
Im Nürnberger Juristenprozess gegen 16 hohe Justizbeamte und Richter des NS-Regimes wurde er am 14. Dezember 1947 durch einen amerikanischen  Militärgerichtshof zu lebenslanger Haft verurteilt. Sein Verteidiger war Alfred Schilf. Bei der Urteilsfindung wurden unter anderem folgende Taten berücksichtigt:
- die generelle Ablehnung von Gnadengesuchen bei Todesurteilen gegen die mit den Nacht-und-Nebel-Erlassen aus Frankreich, Belgien und den Niederlanden Verschleppten,
- sein Wissen und seine Dienstaufsicht bei Rechtsverordnungen, mit der „die Anwendung des deutschen Jugendstrafrechts Polen, Juden und Zigeunern verweigert“ wurde (vgl. Polenstrafrechtsverordnung),[7]
- die Mitwirkung an der Aufhetzung zu Lynchmorden an alliierten Fliegern,
- die Verantwortung für die Räumung des Zuchthauses Sonnenburg, bei der über 800 Häftlinge von der Gestapo erschossen wurden.[8]

Am 14. Februar 1957 wurde er aus dem Kriegsverbrechergefängnis Landsberg entlassen und ließ sich in Essen-Bredeney nieder. Anfang April 1957 zog er von Essen nach Starnberg. Im Jahre 1961 verzog er innerhalb Starnbergs. Über seinen weiteren Lebensweg nach August 1961 ist nichts bekannt.